# Simone Calvano
Simone Calvano (Milano, 11 luglio 1993) è un calciatore italiano, centrocampista del Monopoli.

## Caratteristiche tecniche
Nasce calcisticamente nel ruolo come mediano ma privilegia il ruolo di interno destro, inoltre può ricoprire anche il ruolo di centrocampista centrale.

## Carriera
Gioca nelle giovanili dell'Atalanta fino al 2010 quando è acquistato dal Milan con la cui Primavera vince la Coppa Italia di categoria. Debutta in prima squadra 26 gennaio 2012 in Coppa Italia nella partita Milan-Lazio 3-1, sostituendo Robinho all'89'. La stagione successiva viene acquistato dal Verona in prestito con diritto di riscatto della comproprietà, per giocare in Serie B, ma non trovando posto, è mandato in prestito al San Marino. Le stagioni successive le passa giocando, sempre in prestito, in Lega Pro (tranne una breve parentesi in Serie B al Lanciano durata 6 mesi in cui non ha mai giocato), per poi cambiare 6 squadre in 3 anni e mezzo (oltre al Lanciano ha giocato anche alla Pistoiese, al Teramo, al Tuttocuoio e alla Reggiana) trovando abbastanza spazio.
Rientra al Verona nella stagione 2017-2018 dove inizialmente rimane fuori lista, ma dopo l'infortunio di Zaccagni, è inserito nella lista. Esordisce in prima squadra il 29 novembre 2017 nel derby di Coppa Italia 2017-2018 contro il Chievo, sostituendo Lee al 91', e in Serie A il 10 dicembre successivo, nella partita SPAL-Hellas Verona 2-2, subentrando all'80' al posto di Verde. Dopo aver giocato solo 2 partite in tutto il girone d'andata, nel girone di ritorno incomincia a trovare più spazio subentrando sempre a partita in corso. Il 25 febbraio 2018 debutta dal primo minuto con la maglia del Verona e in Serie A nella gara vinta per 2-1 in casa contro il Torino.
Il 12 gennaio 2019 passa in prestito con diritto di riscatto al Padova.
Il 26 agosto 2019 viene ingaggiato sempre con la formula del prestito e diritto di riscatto, dalla Juve Stabia società neo-promossa in Serie B. Il 19 ottobre successivo segna la sua prima rete con le vespe nella partita vinta per 4-2 in casa contro il Pordenone.
Il 5 ottobre 2020 viene ceduto a titolo definitivo alla Triestina.
L'11 agosto 2022 viene acquistato dalla Pro Vercelli, con cui stipula un contratto biennale.
Il 27 luglio 2023 viene ceduto al Taranto. Debutta con i rossoblù in occasione della prima giornata di campionato contro il Foggia, vincendo 2-0. Il 25 ottobre successivo segna la sua prima rete con il Taranto nella partita vinta per 3-1 in casa contro il Turris.

### Nazionale
Dal 2008 al 2012 ha fatto parte delle rappresentative giovanili collezionando 12 presenze.

## Statistiche

### Presenze e reti nei club
Statistiche aggiornate al 14 maggio 2025.
| Stagione         | Squadra          | Campionato       | Campionato | Campionato | Coppe nazionali | Coppe nazionali | Coppe nazionali | Coppe continentali | Coppe continentali | Coppe continentali | Altre coppe | Altre coppe | Altre coppe | Totale | Totale |
| Stagione         | Squadra          | Comp             | Pres       | Reti       | Comp            | Pres            | Reti            | Comp               | Pres               | Reti               | Comp        | Pres        | Reti        | Pres   | Reti   |
| ---------------- | ---------------- | ---------------- | ---------- | ---------- | --------------- | --------------- | --------------- | ------------------ | ------------------ | ------------------ | ----------- | ----------- | ----------- | ------ | ------ |
| 2010-2011        | Milan            | A                | 0          | 0          | CI              | 0               | 0               | CL                 | 0                  | 0                  | -           | -           | -           | 0      | 0      |
| 2011-2012        | Milan            | A                | 0          | 0          | CI              | 1               | 0               | CL                 | 0                  | 0                  | SI          | 0           | 0           | 1      | 0      |
| Totale Milan     | Totale Milan     | Totale Milan     | 0          | 0          |                 | 1               | 0               |                    | -                  | -                  |             | -           | -           | 1      | 0      |
| 2012-gen. 2013   | Verona           | B                | 0          | 0          | CI              | 0               | 0               | -                  | -                  | -                  | -           | -           | -           | 0      | 0      |
| gen.-giu. 2013   | San Marino       | 1D               | 9          | 0          | CI-LP           | 0               | 0               | -                  | -                  | -                  | -           | -           | -           | 9      | 0      |
| 2013-gen. 2014   | Virtus Lanciano  | B                | 0          | 0          | CI              | 0               | 0               | -                  | -                  | -                  | -           | -           | -           | 0      | 0      |
| gen.-giu. 2014   | AlbinoLeffe      | 1D               | 11+1       | 2          | CI-LP           | 0               | 0               | -                  | -                  | -                  | -           | -           | -           | 12     | 2      |
| 2014-2015        | Pistoiese        | LP               | 35         | 2          | CI-LP           | 2               | 0               | -                  | -                  | -                  | -           | -           | -           | 37     | 2      |
| 2015-gen. 2016   | Teramo           | LP               | 12         | 0          | CI+CI-LP        | 1+1             | 0               | -                  | -                  | -                  | -           | -           | -           | 14     | 0      |
| gen.-giu. 2016   | Tuttocuoio       | LP               | 15         | 0          | CI-LP           | 0               | 0               | -                  | -                  | -                  | -           | -           | -           | 15     | 0      |
| 2016-2017        | Reggiana         | LP               | 27         | 0          | CI+CI-LP        | 1+0             | 0               | -                  | -                  | -                  | -           | -           | -           | 28     | 0      |
| 2017-2018        | Verona           | A                | 15         | 0          | CI              | 1               | 0               | -                  | -                  | -                  | -           | -           | -           | 16     | 0      |
| 2018-gen. 2019   | Verona           | B                | 2          | 0          | CI              | 0               | 0               | -                  | -                  | -                  | -           | -           | -           | 2      | 0      |
| Totale Verona    | Totale Verona    | Totale Verona    | 17         | 0          |                 | 1               | 0               |                    | -                  | -                  |             | -           | -           | 18     | 0      |
| gen.-giu. 2019   | Padova           | B                | 13         | 0          | CI              | 0               | 0               | -                  | -                  | -                  | -           | -           | -           | 13     | 0      |
| 2019-2020        | Juve Stabia      | B                | 18         | 1          | CI              | 0               | 0               | -                  | -                  | -                  | -           | -           | -           | 18     | 1      |
| 2020-2021        | Triestina        | C                | 33+1       | 2          | CI              | 0               | 0               | -                  | -                  | -                  | -           | -           | -           | 34     | 2      |
| 2021-2022        | Triestina        | C                | 16+3       | 0          | CI-C            | 1               | 0               | -                  | -                  | -                  | -           | -           | -           | 20     | 0      |
| Totale Triestina | Totale Triestina | Totale Triestina | 49+4       | 2          |                 | 1               | 0               |                    | -                  | -                  |             | -           | -           | 54     | 2      |
| 2022-2023        | Pro Vercelli     | C                | 31         | 1          | CI-C            | 1               | 0               | -                  | -                  | -                  | -           | -           | -           | 32     | 1      |
| 2023-2024        | Taranto          | C                | 35+4       | 1          | CI-C            | 0               | 0               | -                  | -                  | -                  | -           | -           | -           | 39     | 1      |
| 2024-2025        | Monopoli         | C                | 11+2       | 2          | CI-C            | 2               | 0               | -                  | -                  | -                  | -           | -           | -           | 15     | 2      |
| Totale carriera  | Totale carriera  | Totale carriera  | 277+11     | 11         |                 | 11              | 0               |                    | 0                  | 0                  |             | 0           | 0           | 302    | 11     |

## Palmarès

### Club

#### Competizioni giovanili
- Campionato Giovanissimi Nazionali: 1

Atalanta: 2007-2008